# 内門区

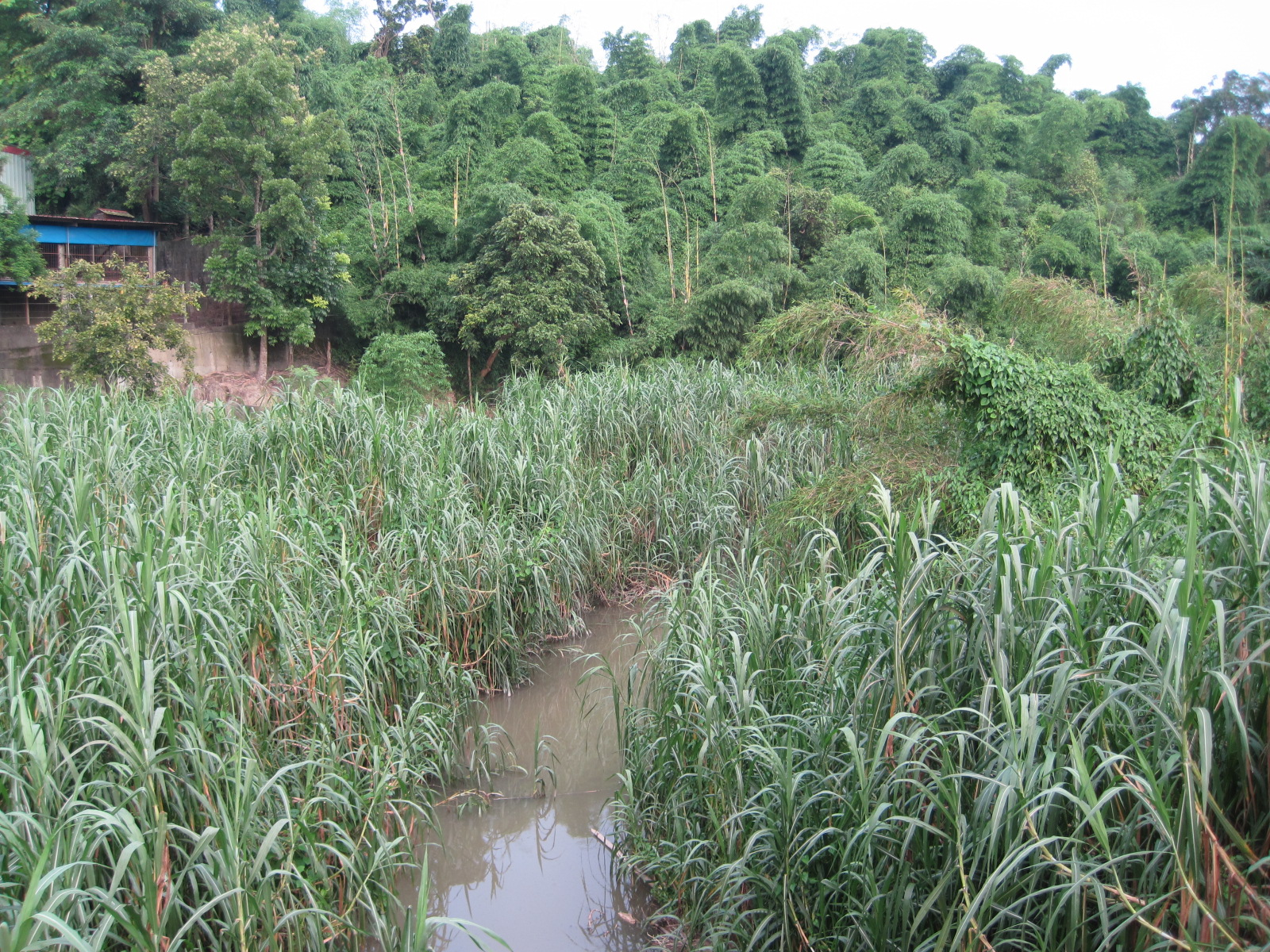
高125線の内東橋から望む番子塩渓

内門区（ネイメン/ないもん-く）は、高雄市の市轄区。

## 地理
内門区は高雄市北部に位置し、東北は杉林区と、東南は旗山区と、西北は台南市龍崎区、左鎮区、南化区と、西南は田寮区とそれぞれ接している。山間に位置し平地が極めて少ない地勢となっている。区内は旗山渓支流である溝坪渓が流れ、全域が高屏渓の水源保護区となっている。

## 歴史
内門は古くは平埔族の支族である馬卡道族大傑癲社の居住地であり、古くは「羅漢門」または「羅漢内門」と称した。地名の由来には2説あり、1つは大学士沈光文が筆禍のため僧侶に扮してこの地に逃れて来た際、多くの地元の子弟に学問を講義したことでこの地が学問の中心となり、「横経講学鴻博之士」が逃れた地ということで「羅漢門」と称されるようになったというものであり、もう1つは平埔族が烏山山脈から楠梓仙渓以東の地を「Rohan」と称したことから「羅漢門」と訳出されたというものである。
日本統治時代の1920年の台湾地方改制の際、この地は「内門」と改称され「内門庄」を設置、高雄州旗山郡の管轄とされた。台湾の中華民国への編入後に高雄県内門郷に改編、2010年12月25日に高雄県が高雄市に編入されたことによって内門区となり、現在に至る。

## 行政区
| 里 |
| --- |
| 金竹里、溝坪里、永興里、永吉里、永富里、観亭里、中埔里、内東里、内南里、瑞山里、内豊里、内門里、光興里、東埔里、石坑里、三平里、木柵里、内興里 |

## 歴代区長
| 代 | 氏名 | 退任日 |
| -- | ---- | ------ |

## 教育

### 大学
- 実践大学 高雄キャンパス

### 国民中学
- 高雄市立内門国民中学

### 国民小学
| - 高雄市内門国民小学 - 高雄市木柵国民小学 - 高雄市西門国民小学 | - 高雄市金竹国民小学 - 高雄市景義国民小学 - 高雄市溝坪国民小学 |

## 交通
| 種別 | 路線名称  | その他 |
| ---- | --------- | ------ |
| 省道 | 台3線     |        |
| 市道 | 市道182号 |        |

## 観光
- 宋江陣
- 内門紫竹寺
- 南海紫竹寺
- 萃文書院
- 七星墜地（七星塔）
- 鴨母寮